# Mario Aspa
Mario Aspa (né à Messine le 18 octobre 1795 – mort le 14 décembre 1868 dans la même ville) est un compositeur italien du XIXe siècle.

## Biographie
Élève de Niccolò Antonio Zingarelli à Naples, il a composé 42 opéras.

## Œuvres
- I due savojardi, Naples, 4 mars 1838
- Paolo e Virginia, Rome, 29 avril 1843
- Il muratore di Napoli, Naples, 16 octobre 1850
- Pietro di Calais, Messine, 6 mars 1872